# Kampfbund
Il Kampfbund era in Baviera, negli anni venti, una lega di società patriottiche e del partito nazional-socialista tedesco.
Ideologo Adolf Hitler, ne facevano parte il Partito Nazionalsocialista Tedesco dei Lavoratori, le brigate dello Sturmabteilung, i corpi paramilitari del Freikorps Oberland e Bund Reichskriegsflagge.
Al comando della lega venne nominato l'ufficiale in congedo, Hermann Kriebel.